# Noctua purpurascens
Noctua purpurascens är en fjärilsart som beskrevs av Harrison 1937. Noctua purpurascens ingår i släktet Noctua och familjen nattflyn. Inga underarter finns listade i Catalogue of Life.